# Winnie-the-Pooh: Blood and Honey 2
Winnie-the-Pooh: Blood and Honey 2, soms gestileerd als Winnie-the-Pooh: Blood and Honey II, is een Britse horrorfilm uit 2024 geregisseerd en mede geproduceerd en geschreven door Rhys Frake-Waterfield. De film is een direct vervolg op Winnie-the-Pooh: Blood and Honey uit 2023 en is de tweede film in de filmreeks The Twisted Childhood Universe. De film ging op 18 maart 2024 in première.

## Verhaal
De film volgt Winnie de Poeh, Knorretje, Uil en Teigetje die ontdekken dat Christopher Robinson hun bestaan onthuld heeft en dit ervoor zorgt dat hun huis en levens in gevaar zijn. De groep besluit hierop het heft in eigen handen te nemen en de strijd aan te gaan met het stadje Ashdown waar Christopher woont. In de strijd zorgt de groep voor een spoor van dood en verderf.

## Rolverdeling
| acteur                  | personage               |
| ----------------------- | ----------------------- |
| Scott Chambers          | Christopher Robin       |
| Mason Gold              | jonge Christopher Robin |
| Tallulah Evans          | Lexy                    |
| Ryan Oliva              | Winnie de Poeh          |
| Peter DeSouza-Feighoney | jonge Winnie de Poeh    |
| Lewis Santer            | Teigetje                |
| Marcus Massey           | Uil                     |
| Eddy MacKenzie          | Knorretje               |
| Simon Callow            | Cavendish               |
| Alec Newman             | Alan Robin              |
| Thea Evans              | Bunny Robin             |
| Nicola Wright           | Daphne Robin            |
| Teresa Banham           | Mary Darling            |
| Flynn Matthews          | Finn                    |
| Sam Barrett             | Aaron                   |
| Toby Wynn-Davies        | dokter Arthur Gallup    |

## Achtergrond
De film werd geregisseerd, mede geschreven en produceerd door Rhys Frake-Waterfield, voor de productie werd hij bijgestaan door Scott Chambers. Het scenario van de film werd geschreven door Frake-Waterfield in samenwerking met Matt Leslie en is een horrorbewerking van het boek Winnie-the-Pooh uit 1926 van A.A. Milne & E.H. Shepard. De opnames van de film werden afgerond in september 2023. De film is een direct vervolg op de film Winnie-the-Pooh: Blood and Honey uit 2023. Hoofdrollen in de film waren weggelegd voor onder anderen Scott Chambers, Ryan Oliva, Lewis Santer en Marcus Massey.

## Release en ontvangst
Winnie-the-Pooh: Blood and Honey 2 ging op 18 maart 2024 in première in Londen, Engeland en dient als de tweede film in de filmreeks The Twisted Childhood Universe. De film ging in de Verenigde Staten op 26 maart 2024 in première. In Nederland werd de film op 29 mei 2024 in de bioscopen gebracht. De film werd door recensenten in het algemeen gemengd tot negatief ontvangen. Op Rotten Tomatoes heeft de film een score van 46% op basis van 41 beoordelingen. Metacritic komt op een score van 27/100, gebaseerd op 9 beoordelingen.